# Devonport (Plymouth)
Devonport is een plaats in het bestuurlijke gebied Plymouth, in het Engelse graafschap Devon.

## Geboren
- Guy Burgess (1911-1963), dubbelspion
- Robert Falcon Scott (1868-1912), marineofficier en ontdekkingsreiziger